# Jeremiasz (Ferens)
Jeremiasz, imię świeckie Eliseu Ferens (ur. 29 grudnia 1962 w Papanduva) – brazylijski duchowny prawosławny w jurysdykcji Patriarchatu Konstantynopola, od 2010 administrator ukraińskich parafii w Ameryce Południowej, z tytułem arcybiskupa Aspendos.

## Życiorys
30 listopada 1988 przyjął święcenia diakonatu, a 29 stycznia 1989 prezbiteratu. 19 lipca 1993 otrzymał chirotonię biskupią. W 2010 r. podniesiony do godności arcybiskupa.